# Mimosa axillaris
Mimosa axillaris är en ärtväxtart som beskrevs av George Bentham. Mimosa axillaris ingår i släktet mimosor, och familjen ärtväxter. Inga underarter finns listade i Catalogue of Life.